# Javanais
 (juin 2020).
Si vous disposez d'ouvrages ou d'articles de référence ou si vous connaissez des sites web de qualité traitant du thème abordé ici, merci de compléter l'article en donnant les références utiles à sa vérifiabilité et en les liant à la section « Notes et références ».
Pour les articles homonymes, voir Javanais (argot), Javanais (peuple) et Javanais (chat).
Le javanais (basa Jawa en javanais, prononcé : /bɔsɔ d͡ʒɔwɔ/) est une langue du groupe malayo-polynésien des langues austronésiennes. Avec quelque 80 millions de locuteurs, principalement Javanais, il est la première langue régionale (bahasa daerah) d'Indonésie, et principalement parlé dans le centre et l'est de l'île de Java, d'où vient son nom.
Historiquement, on distingue :
- Le « vieux javanais », qui est la langue des inscriptions de la période hindou-bouddhique de Java, encore appelé kawi. Cette langue se caractérisait par l'origine sanscrite du vocabulaire, et la nature malayo-polynésienne de la grammaire
- Le « moyen javanais », qui est la langue de textes écrits notamment au XVIe siècle, non seulement à Java mais aussi à Bali (où on l'appelle aussi « javano-balinais »)
- Le javanais écrit à l'aide de l'alphabet arabe.
- Le javanais moderne.

## Exemples
Exemple de phrase en javanais : Sugeng rawuh ing Wikipedia mawi basa Prancis! Bienvenue sur Wikipédia en français ! (style respectueux) « Apa kowe isa cara jawa? » Parles-tu javanais ? (style familier) Aku ngerti : je comprends (style familier). Kula ngertos : idem, mais en style soutenu.
Voici maintenant la traduction en huit styles, du plus familier au plus respectueux, de la phrase : « Je voudrais demander où est la maison de Budi ? »
1. « Eh, aku arep takon, omahé Budi kuwi, nèng*ndi? »
2. « Aku nyuwun pirsa, dalemé mas Budi kuwi, nèng endi? »
3. « Aku kersa ndangu, omahé mas Budi kuwi, nèng ndi? »
4. « Nuwun sèwu, kula ajeng tanglet, griyané mas Budi niku, teng pundi? »
5. « Nuwun sèwu, kula ajeng tanglet, dalemé mas Budi niku, teng pundi? »
6. « Nuwun sèwu, dalem badhé nyuwun pirsa, dalemipun mas Budi punika, wonten pundi? »
7. « Nuwun sewu, kula badhé takèn, griyanipun mas Budi punika, wonten pundi? »
8. « Nuwun sewu, kula badhe nyuwun pirsa, dalemipun mas Budi punika, wonten pundi? »

| Mot    | Traduction     | Prononciation standard |
| ------ | -------------- | ---------------------- |
| terre  | bumi           | boumi                  |
| ciel   | langit         |                        |
| eau    | banyu          |                        |
| feu    | geni           |                        |
| homme  | wong, lanang   |                        |
| femme  | wadon, wédok   |                        |
| manger | mangan         |                        |
| boire  | ngombé, nginum |                        |
| grand  | gedhé          |                        |
| petit  | cilik          | tchili'                |
| nuit   | wengi, bengi   |                        |
| jour   | dina           | dhinô                  |

## Classification
La langue javanaise appartient à la branche malayo-polynésienne des langues austronésiennes.

## Extension
Le javanais est parlé par quelque 80 millions de locuteurs qui cependant, la plupart du temps, utilisent l'indonésien (bahasa Indonesia), la langue nationale, comme langue écrite ou même langue de communication orale. Cette situation de bilinguisme permet d'ailleurs d'éviter les querelles linguistiques qui existent dans les pays où coexistent différentes langues. On note néanmoins que l'indonésien parlé et écrit dans le centre et l'est de Java est profondément influencé, y compris dans son vocabulaire, par le javanais.
Parlé ou compris par plus du tiers de la population indonésienne, le javanais est la langue régionale la plus importante d'Indonésie. Comme son nom l'indique, le javanais est essentiellement parlé à Java, dans le centre et l'est de l'île (les habitants de la partie ouest parlent une autre langue, le sundanais). On distingue les dialectes suivants : banten, banyumas, cirebon, indramayu, malang-pasuruan, manuk, pasisir, surabaya, surakarta, tegal, tembung.
Il existe également une communauté linguistique solide au Suriname, ainsi que de nombreux locuteurs dont les ancêtres ou eux-mêmes à une époque plus récente ont quitté Java et tiennent à conserver leur langue (au Timor oriental, en Malaisie, à Singapour, à Taïwan, à Hong Kong, en Australie, en Nouvelle-Calédonie, aux Pays-Bas). Cependant les niveaux de politesse supérieurs de la langue javanaise tendent à disparaître, au moins en dehors de Java.

## Quelques caractéristiques
- Comme la plupart des langues malayo-polynésiennes, le javanais possède un système d'affixes (préfixes, infixes, suffixes et circonfixes) qui, appliqués à une base, permet de former des dérivés. Le fait que les infixes soient un procédé productif, contrairement au malais-indonésien où ils n'existent plus qu'à l'état figés dans quelques mots, semblent indiquer que le javanais présente un état antérieur de l'austronésien.
- Une particularité d'une partie du vocabulaire (approximativement un millier sur 10 000 mots) consiste à utiliser plusieurs formes différentes de mots (deux ou trois en général) pour un même signifié, selon qu'on s'adresse à une personne de rang supérieur, de rang inférieur, ou de même rang : le krama pour les situations solennelles et le ngoko dans les relations plus informelles. À quoi s'ajoute un niveau intermédiaire (madya) et des sous-variétés (ka et ki), pour parler humblement de soi ou pour s'adresser à un inférieur. Exemples : 
  - 1 = siji en ngoko, setunggal en krama ;
  - Combien ? = pira en ngoko, pinten en krama ;
  - Quand ? = kapan? pour les deux variétés.

Cependant, il existe aussi des formes de politesse de nature plus grammaticale, à savoir des préfixes et des suffixes différents de ceux de la langue informelle. Cela rapproche quelque peu le système javanais de ceux en œuvre en coréen et en japonais.

## Écritures

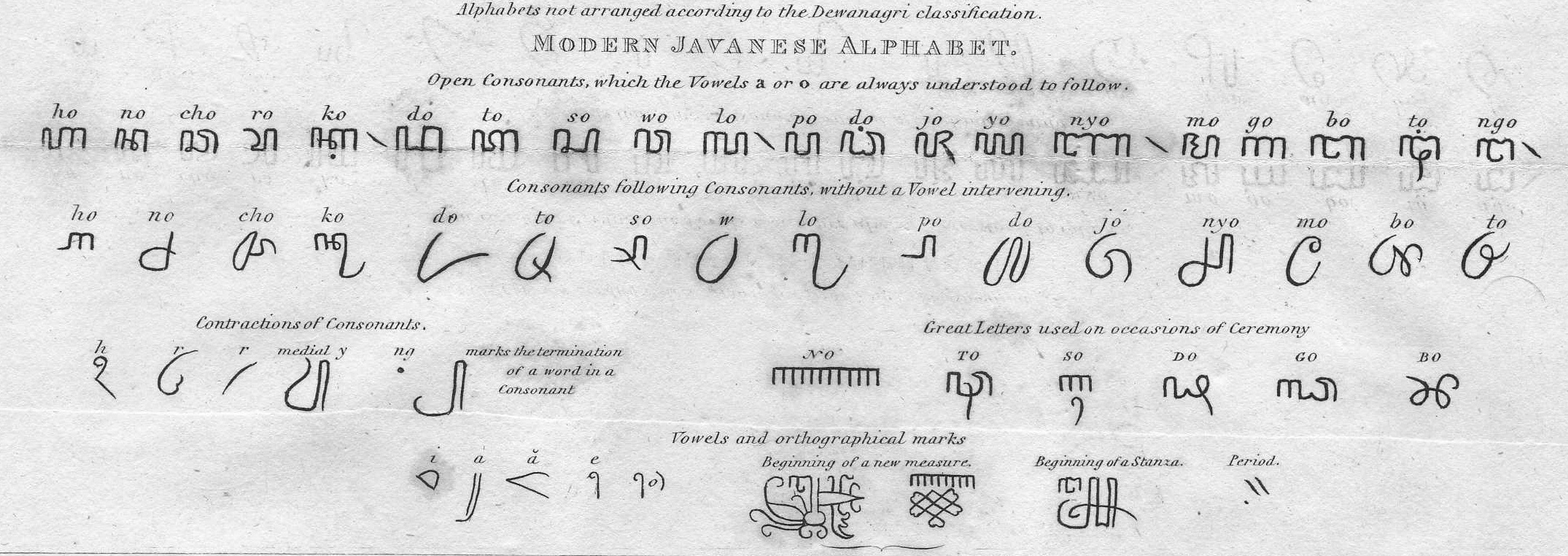
L'alphabet indo-javanais.

Considéré de nos jours comme une langue régionale, pratiqué surtout dans le monde rural, le javanais est cependant aujourd'hui encore une langue de culture, et de cour, une langue littéraire enfin.
À noter qu'il existe quelques magazines rédigés en javanais, mais en caractères latins, cf. jv:Kategori:Pers basa Jawa.
Autrefois, le javanais s'écrivait à l'aide d'un syllabaire de type indien (abugida) mais avec un graphisme propre. Cette écriture se maintient chez les lettrés notamment, car les textes anciens sont toujours étudiés à l'université. Il existe une version ancienne de ce syllabaire, et une version cursive.

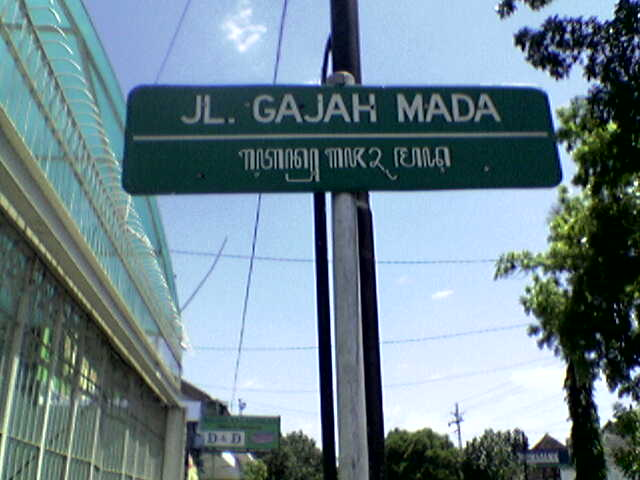
Plaque de nom de rue bilingue à Surakarta. Certaines villes de Java arborent des plaques de nom de rue bilingues, en indonésien et caractères latins, et en javanais et caractères indo-javanais

Chaque caractère de ce syllabaire se lit affecté de la voyelle a (qui se prononce ô en fin de mot, et o s'il s'agit de l'avant-dernière syllabe!), mais un système diacritique complexe permet de modifier cette voyelle, ou même de faire du caractère l'expression de la consonne seule (de la dévoyeller). Par exemple, quand deux caractères syllabiques sont associés (pasangan), le premier caractère perd sa voyelle; on utilise alors un caractère spécial pour dénoter la seconde syllabe. Ce caractère, selon les consonnes concernées, peut être situé sous, ou à droite, du premier.
Les voyelles isolées sont toujours transcrites affectées de la consonne qui correspond à « h » — cela veut dire qu'on utilise pour transcrire, par exemple, le son isolé « i », le graphème « h », affecté de la modification i : « hi », avec « h » muet, comme disent les francophones. Le même signe, s'il n'y a aucun indice diacritique (ou si l'on préfère un « indice 0 »), se lira « ha » (ho). Certaines consonnes en position finale sont marquées par un caractère particulier. Il s’agit du /h/ (aspiration) final, du /ng/ (consonne nasale) final et du /r/ final. Il existe encore certains caractères spéciaux, par exemple pour les noms propres, qui correspondent peu ou prou aux majuscules (aksara murda).
L'écriture de la langue de Bali est très proche de l'écriture javanaise (Voir écriture balinaise).
Après la conquête islamique, le javanais s'est écrit avec un alphabet dérivé de l'alphabet arabe, appelé Jawi et décliné localement sous le terme pegon. Il reprenait les lettres arabes, auxquelles étaient ajoutés six nouveaux caractères pour exprimer les sons qui n'existent pas en arabe.
De nos jours, à l'instar de l'indonésien, la langue officielle, le javanais s'écrit généralement en caractères latins, car peu de javanophones maîtrisent les systèmes d'écriture antérieurs, indo-javanais comme arabo-javanais.